# Ponad Kocioł Turnia
Ponad Kocioł Turnia (słow. Čertova veža, niem. Kesselturm, węg. Katlan-torony) – turnia o wysokości ok. 2525 m n.p.m. w słowackich Tatrach Wysokich, w grani bocznej odchodzącej od Małego Gerlacha. Od Małego Gerlacha oddziela ją Lawiniasta Przełączka, a od Zadniej Ponad Próbę Turni w grani Ponad Próbę Turni – Przełączka nad Kotłem. Opadająca do Doliny Wielickiej ściana północno-wschodnia stanowi obramowanie dla Żlebu Karczmarza, ściana południowa opada do Gerlachowskiego Kotła.

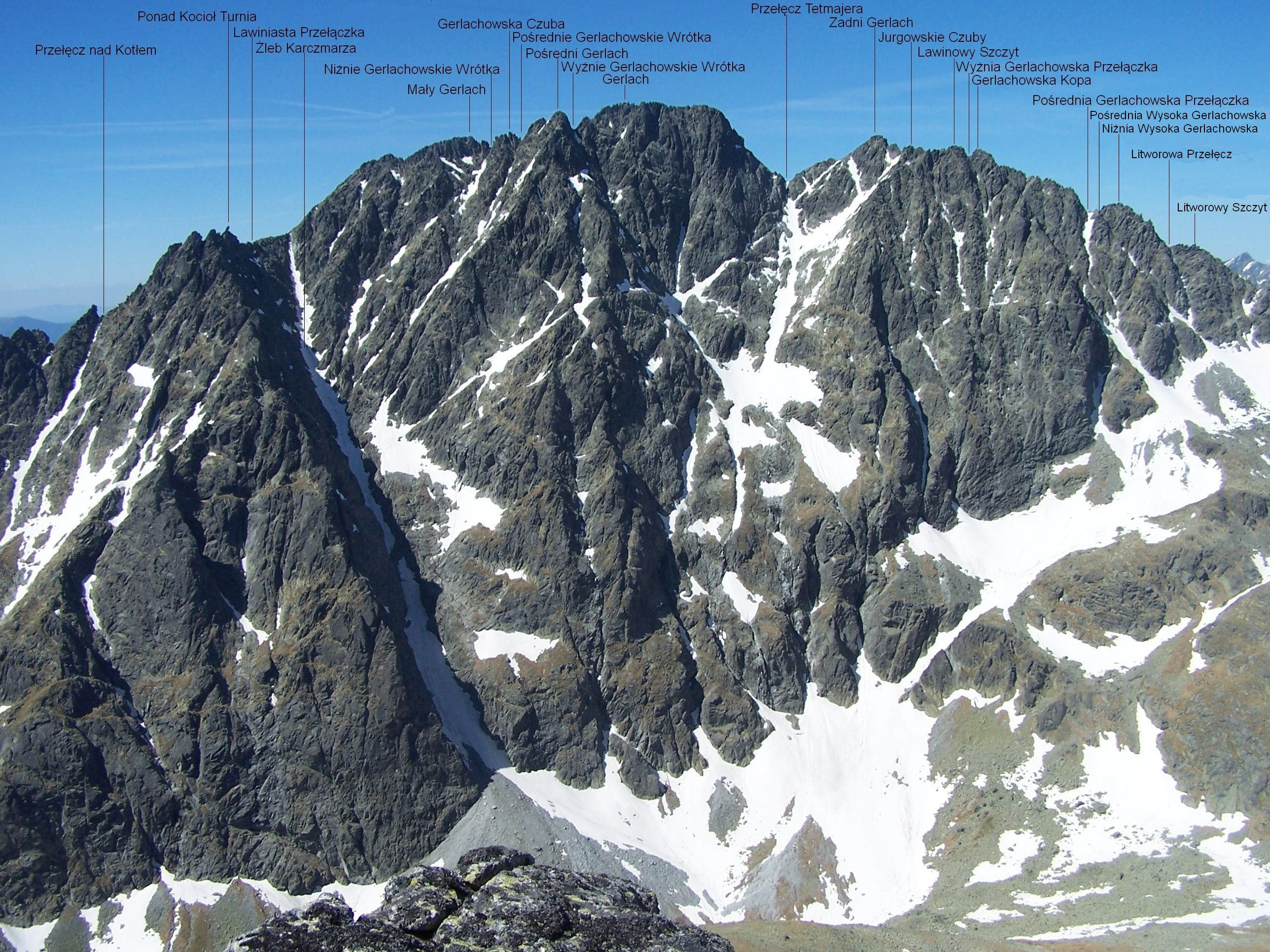
Położenie w masywie Gerlacha

Turnia dostępna jest jedynie dla taterników, ponieważ nie prowadzi na nią żaden znakowany szlak turystyczny. Polska nazwa Ponad Kocioł Turni pochodzi od Gerlachowskiego Kotła. W języku słowackim długo nie posiadała własnej nazwy, traktowano ją jako część grani łączącej Mały Gerlach z Ponad Ogród Turnią zwanej Čertov chrbát.
Pierwsze wejścia turystyczne:
- Artur Maurer wraz z towarzyszem, ok. 1911 r. – letnie
- L. Vodháněl i towarzysze, 22 kwietnia 1950 r. – zimowe.